# Henri Hureau de Senarmont
Henri Hureau de Senarmont (Broué, Francia, 6 de septiembre de 1808 - París, 30 de junio de 1862) fue un mineralogista y médico francés.
Fue ingeniero jefe de minas. Ejerció de profesor de mineralogía y director de estudios en la Escuela de Minas de París. Destacó por sus estudios de la polarización y de la formación artificial de minerales. Escribió diversos ensayos, y en 1844 confeccionó mapas geológicos de las regiones de Sena y Marne y Sena y Oise para el Servicio Geológico de Francia.